# 2012년 중동 중동호흡기증후군 유행
2012년 중동 중동호흡기증후군 유행은 2012년 이후부터 중동 지역 및 여러 국가에 중동호흡기증후군 코로나바이러스가 일으키는 중동호흡기증후군 유행이다. 2012년 4월 사우디아라비아에서 처음 발발했으며, 베타코로나바이러스의 일종인 중동호흡기증후군 코로나바이러스(MERS-CoV)인 것으로 확인되었다.
여러 국가에 산발적으로 병이 퍼지면서 전세계적으로 1,000여명이 감염되고 그 중 400명 가량이 사망했다.

## 나라별 대응
사우디 아라비아
2013년 9월 9일 기준으로 사우디아라비아 정부는 "늙고 만성적 질병에 시달리고 있는 무슬림들은 금년의 성지순례에 참가하지 않을 것"을 권고하였고, 중동호흡기증후군 코로나바이러스를 이유로 자국으로의 인구 유입을 제한하였다.

## 같이 보기
- 2015년 대한민국 중동호흡기증후군 유행